# Adam Johansson
Adam Johansson est un footballeur suédois, né le 21 février 1983 à Göteborg en Suède. Il évolue comme arrière droit.

## Biographie
Johansson débute en sélection en janvier 2009 contre les États-Unis puis dispute six autres matchs avec la Suède dans la même année.
Johansson est ensuite absent de la sélection durant toute la saison 2010, il est rappelé en 2011 pour deux nouvelles capes.
Il compte actuellement 18 sélections.

## Sélection
- Suède : 9 sélections
- Première sélection le 24 janvier 2009 : États-Unis - Suède (3-2)

## Palmarès
IFK Göteborg
- Champion de Suède (1) : 2007
- Vainqueur de la Coupe de Suède (1) : 2008
- Vainqueur de la Supercoupe de Suède (1) : 2008